# Jan Bruntálský z Vrbna
Jan Bruntálský z Vrbna (německy Johann von Wrbna-Freudenthal, kolem roku 1415, Hlučín – 16. června 1477, Bruntál nebo Hlučín) byl moravský šlechtic ze slezské linie rodu Bruntálských z Vrbna.

## Život
Narodil se jako syn Jindřicha (Hynka) Bruntálského (asi 1365 - 1445) a jeho manželky Žofie Bírkové z Násile († 1448).
Byl ženatý s Dorotou Rudskou z Rudy, s níž měl syny Hynka (1457-1548), Mikuláše (1459-1514) a Bernarta (1470-1529) a dceru Annu (1447 - ?).
Zjevně měl velký vliv, protože po smrti Jiřího z Poděbrad v roce 1471 se oba příští následníci trůnu, Vladislav Jagellonský a Matyáš Korvín, snažili získat jeho přízeň různými dary.
Je pozoruhodné, že Jan na svou hrobku v Bruntálu napsal svůj titul jako „hrabě“ (Johannes comes de Wrbna), ačkoli jeho rod tuto hodnost získal až později. Po dvě století se páni z Vrbna objevovali střídavě jako svobodní páni, jako rytíři (milites dicti de Wrbna) a jako hrabata.